# Castello di Heukelum

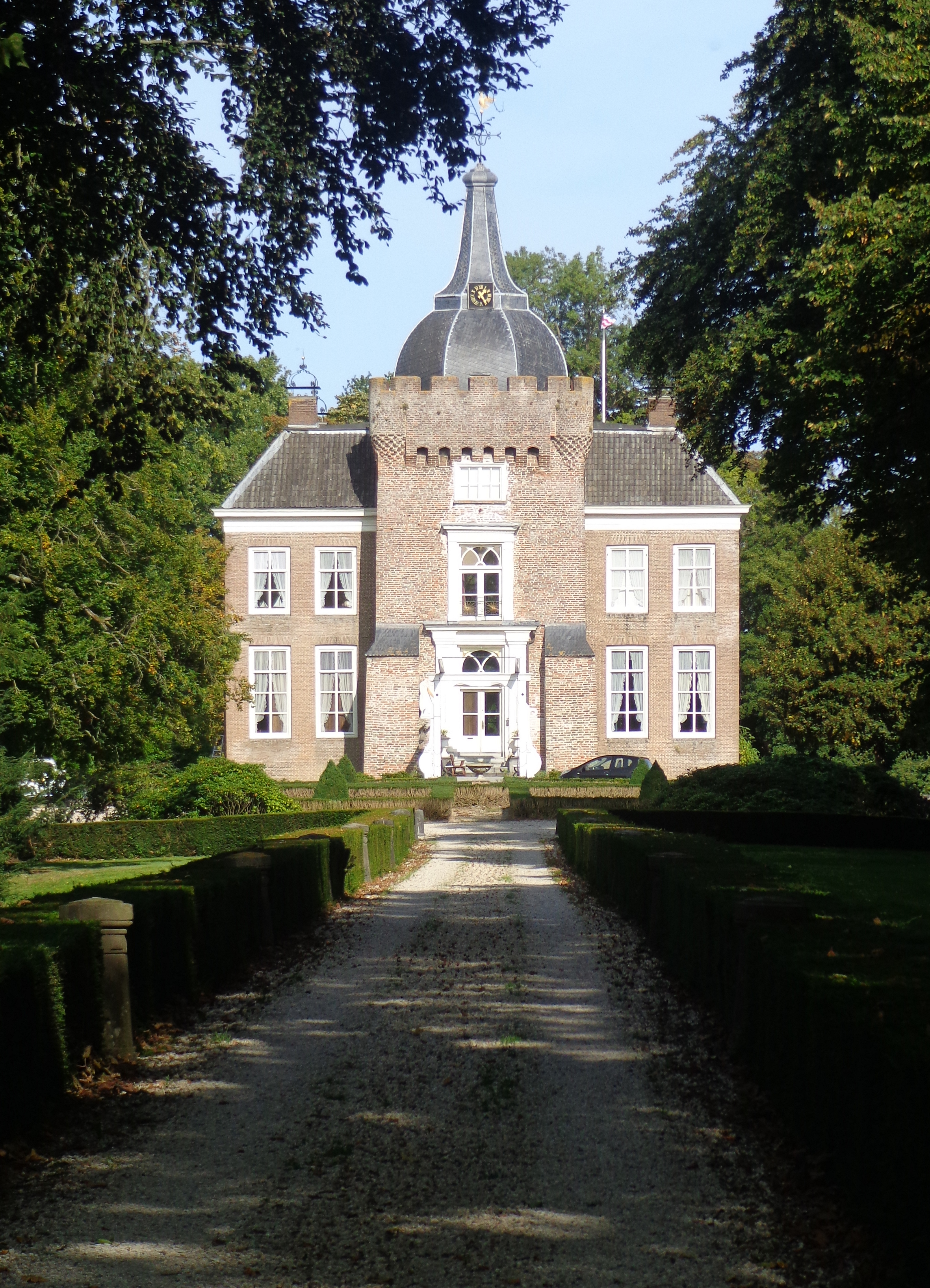
Facciata del castello

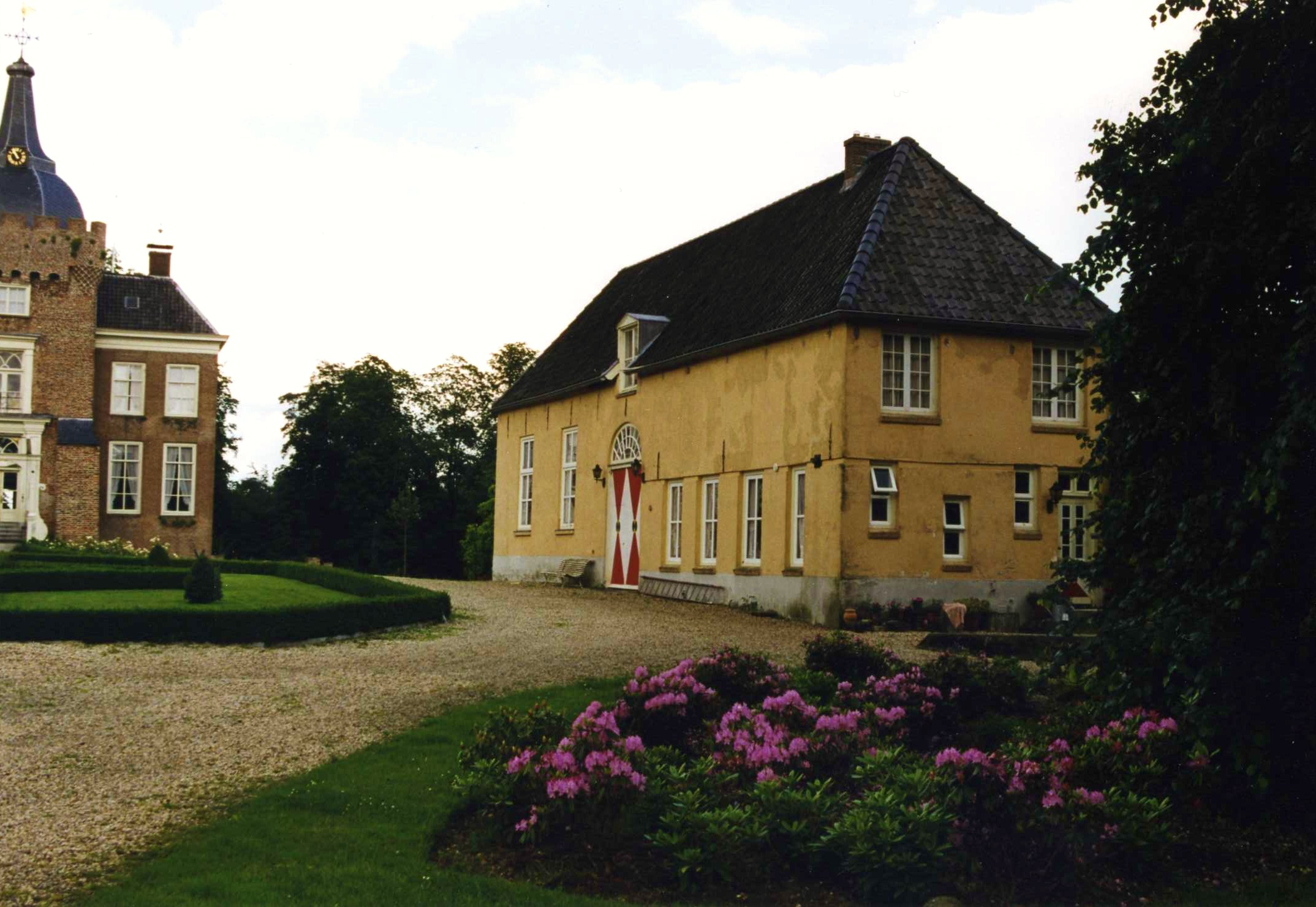
Giardini del castello

Il castello di Heukelum (in olandese Kasteel Heukelum), noto anticamente come Merckenburg, è uno storico edificio della cittadina olandese di Heukelum (comune di West Betuwe), in Gheldria, costruito a partire dal 1734 per volere della famiglia Van der Stel sulle rovine delle preesistenti fortezze del XIII e XIV secolo appartenute alle famiglie Van Arkel e De Thiennes.

## Storia
La fortezza originaria venne realizzata negli anni settanta o ottanta del XIII secolo per volere di Jan Van Arkel.
Si trattava di un edificio imponente, con torri, un parco e due canali: il castello faceva infatti parte di una serie di nove fortezze (che comprendevano i castelli di Hagerstein e Everstein, andati distrutti nel primo decennio del XV secolo) erette a protezione dei confini tra Gheldria e Olanda e che, al tempo stesso, simboleggiavano la potenza delle famiglie proprietarie. La leggenda fa risalire la sua costruzione a un'apparizione dell'arcangelo Gabriele al suo costruttore Jan Van Arkel.
L'edificio originario andò in seguito distrutto e venne quindi ricostruito nel corso del XIV secolo. Il nuovo castello, a differenza dei citati castelli di Hagerstein e Haverstein, venne risparmiato dalla distruzione durante le guerre di Arkel, che ebbero luogo tra il 1401 e il 1412.,
Successivamente, a partire dal 1567, l'edificio divenne di proprietà della famiglia De Thiennes, conti di Rumbeke.
Il nuovo edificio andò a sua volta distrutto nel 1672, quando fu assediato dalle truppe francesi.
In seguito, nel 1732 venne realizzato attorno alla torre rimasta un doppio canale, e due anni dopo, ciò che rimaneva del castello venne ceduto a Johan van der Stel, che iniziò la costruzione di un nuovo edificio. Il nuovo edificio includeva probabilmente anche la torre della fortezza originaria del XIII secolo.
Circa 50 anni dopo, segnatamente nel 1788, con l'estinzione del casato Van der Stel, la proprietà del castello di Heukelum passò alla famiglia Van Gennep, che vi risiedette fino al 1813.
Alla famiglia Van Gennep, succedette come proprietario del castello Adriaan Cornelis Fabriciusm un giudice di pace originario di Amsterdam, il quale nel 1821 fece rinnovare tutte le finestre dell'edificio.
La famiglia Fabricius rimase proprietaria del castello di Heukelum fino al 1988. In quel periodo, uno dei personaggi illustri che risiedettero nel castello fu il barone Rudolph Alexander van Heeckeren van Brandenburg (1909-1980), che fu anche ufficiale di cavalleria.

## Descrizione
Il castello si erge a est della cittadina di Heukelum, lungo la Heidensweg.
L'edificio è a pianta quadrangolare ed è dotato di un ponte.
Nei sotterranei del castello è ospitato un piccolo museo, che tra i suoi pezzi pregiati annovera alcune rare monete usate un tempo a Heukelum.